# Sophia Burtscher
Sophia Mercedes Burtscher (* 1990 in Bregenz) ist eine österreichische Schauspielerin.

## Biografie
Sophia Burtscher wuchs in Bregenz auf und zog nach ihrer Matura 2008 nach Wien. An der Universität Wien studierte sie zwischen 2008 und 2013 Komparatistik sowie Theater-, Film- und Medienwissenschaften. Letzteres schloss sie 2012 mit einem Bachelor of Arts ab. Während des Studiums war sie in verschiedenen Theaterproduktionen tätig, u. a. 2010 bis 2011 an der Jungen Burg am Burgtheater. Ab 2013 studierte sie Schauspiel am Thomas Bernhard Institut der Universität Mozarteum in Salzburg. 2015 folgte ein Erasmus-Aufenthalt an der Goldsmiths University of London.
Ein Jahr vor ihrem Studienabschluss in Salzburg wurde Burtscher 2016 am Schauspiel Köln engagiert, an dem sie bis 2022 festes Ensemblemitglied blieb. Für ihre Darstellungen in Medea (Regie: Robert Borgmann), Die Räuber (Regie: Ersan Mondtag) und Wonderland Ave. von Sibylle Berg (Regie: Ersan Mondtag) wurde sie mehrmals als Nachwuchsschauspielerin 2019 nominiert.
Am Schauspiel Köln spielte sie in mehreren Produktionen von Frank Castorf (Ein grüner Junge 2018; Aus dem bürgerlichen Heldenleben, 2019), Robert Borgmann (u. a. als Sascha und Anna in Iwanow, 2016 und als Nora in Nora, 2020) und Ersan Mondtag (u. a. als Franz in Die Räuber, 2019) und arbeitete mit Lilja Rupprecht, Stefan Bachmann, Charlotte Sprenger, Armin Petras, Bastian Kraft, Jürgen Flimm, Anta Helena Recke und Andry Mai, uvm. Mit Reich des Todes von Rainald Goetz, einer Koproduktion mit dem Düsseldorfer Schauspielhaus, wurden in Berlin die Autor:innentheatertage 2022 im Juni eröffnet.
In der Netflix-Serie King of Stonks spielt sie neben Matthias Brandt, Thomas Schubert und Larissa Sirah Herden die Hauptrolle Alex Erikson.
Burtscher ist seit 2016 Teil der Band Trope Ashes, die sie zusammen mit Trace Müller gegründet hat. Sie spielt außerdem Saxophon. Die Band veröffentlichte mehrere Alben und EPs auf dem Kölner Independent-Label baumusik. Auftritte waren bisher im Salon des Amateurs, Acephale, auf dem Britney Festival Cologne, Tennis Bar Berlin, Robert Johnson, Schauspielhaus Wien.
Seit Sommer 2022 lebt Burtscher als freischaffende Schauspielerin in Berlin.

## Filmografie
- 2023: Jugend (Fernsehserie)
- 2023: Die Bachmanns
- 2023: Mutterseelenallein (Kurzfilm)
- 2023: Bettys Diagnose (Fernsehserie, Folge Plötzlich Familie)
- 2022: Die Diplomatin (Fernsehreihe)
- 2022: SOKO Köln (Fernsehserie, Folge Der Pakt)
- 2022: King of Stonks (Fernsehserie)
- 2021: Das Massaker von Anröchte
- 2021: Soft Skills
- 2020: Risse im Fundament
- 2019: Die Einzelteile der Liebe
- 2019: Tatort: Gefangen (Fernsehreihe)
- 2018: L’arabo e la Santa
- 2017: So viel Zeit

## Theater
Freischaffend
- 2023: Wir haben es nicht gut gemacht, Regie: Matthias Brandt, lit.Ruhr
- 2023: Die Bienenkönige, Regie: David Hermann, Staatsoper Stuttgart
- 2023: Ich bin alles, Regie: Charlotte Sprenger, Volkstheater Wien
- 2022: Reich des Todes, Regie: Stefan Bachmann, Düsseldorfer Schauspielhaus

Schauspiel Köln
- Vom Krieg, Regie: Andriy May
- Monster, Regie: Anta Helena Recke
- Reich des Todes, Regie: Stefan Bachmann
- Don Karlos, Regie: Jürgen Flimm
- Nora, Regie: Robert Borgmann
- Aus dem bürgerlichen Heldenleben, Regie: Frank Castorf
- Die Räuber, Regie: Ersan Mondtag
- Medea, Hauptrolle, Regie: Robert Borgmann
- Die Schmutzigen Hände, Regie: Bastian Kraft
- Ein grüner Junge, Regie: Frank Castdorf
- Die Vernichtung, Regie: Ersan Mondtag
- Wonderland Ave., Regie: Ersan Mondtag
- Die Weber, Regie: Armin Petras
- Alles was ich nicht erinnere, Regie: Charlotte Sprenger
- Iwanow, Regie: Robert Borgmann
- Faust II, Regie: Moritz Soestmann
- Kleines, Regie: Charlotte Sprenger
- Groß und Klein, Regie: Lilja Rupprecht